# Popcorn (filme)
Popcorn (bra: Popcorn - O Pesadelo Está de Volta) é um filme de terror estadunidense de 1991, dirigido por Mark Herrier e Alan Ormsby. 
Filmado em Kingston (Jamaica), foi lançado em uma época em que os filmes desse gênero encontravam-se em um desgaste de criatividade.[carece de fontes?] É considerado por muitos como um marco no ressurgimento do gênero slasher — filmes de terror dinâmicos, como Halloween - A Noite do Terror (1978) e Sexta-Feira 13 (1980).[carece de fontes?]